# Marita Kramer
Sara Marita Kramer (amtlich Marita Kramer; * 25. Oktober 2001 in Apeldoorn, Niederlande) ist eine ehemalige österreichische Skispringerin.

## Werdegang
Marita Kramer startete zunächst unter ihrem ersten Vornamen Sara. Ihr internationales Debüt war am 9. August 2015 bei einem Alpencup-Springen in Klingenthal. In dieser Wettkampfklasse erreichte sie am 13. August 2016 mit Rang fünf auf der Ochsenkopfschanze in Bischofsgrün ihr bis dahin bestes Resultat.
Seit dem FIS Cup am 4. September 2016 wird die Springerin in den Ergebnislisten der FIS als Marita Kramer geführt. Zwar ist ihr Rufname ‚Sara‘, doch da ‚Marita‘ in der Geburtsurkunde steht, wird sie auch in allen offiziellen Papieren so geführt. Am 10. September 2016 nahm Marita Kramer erstmals an einem Wettbewerb im Continental Cup teil. Ihre ersten Punkte erreichte sie mit einem 27. Rang im Dezember in Notodden.

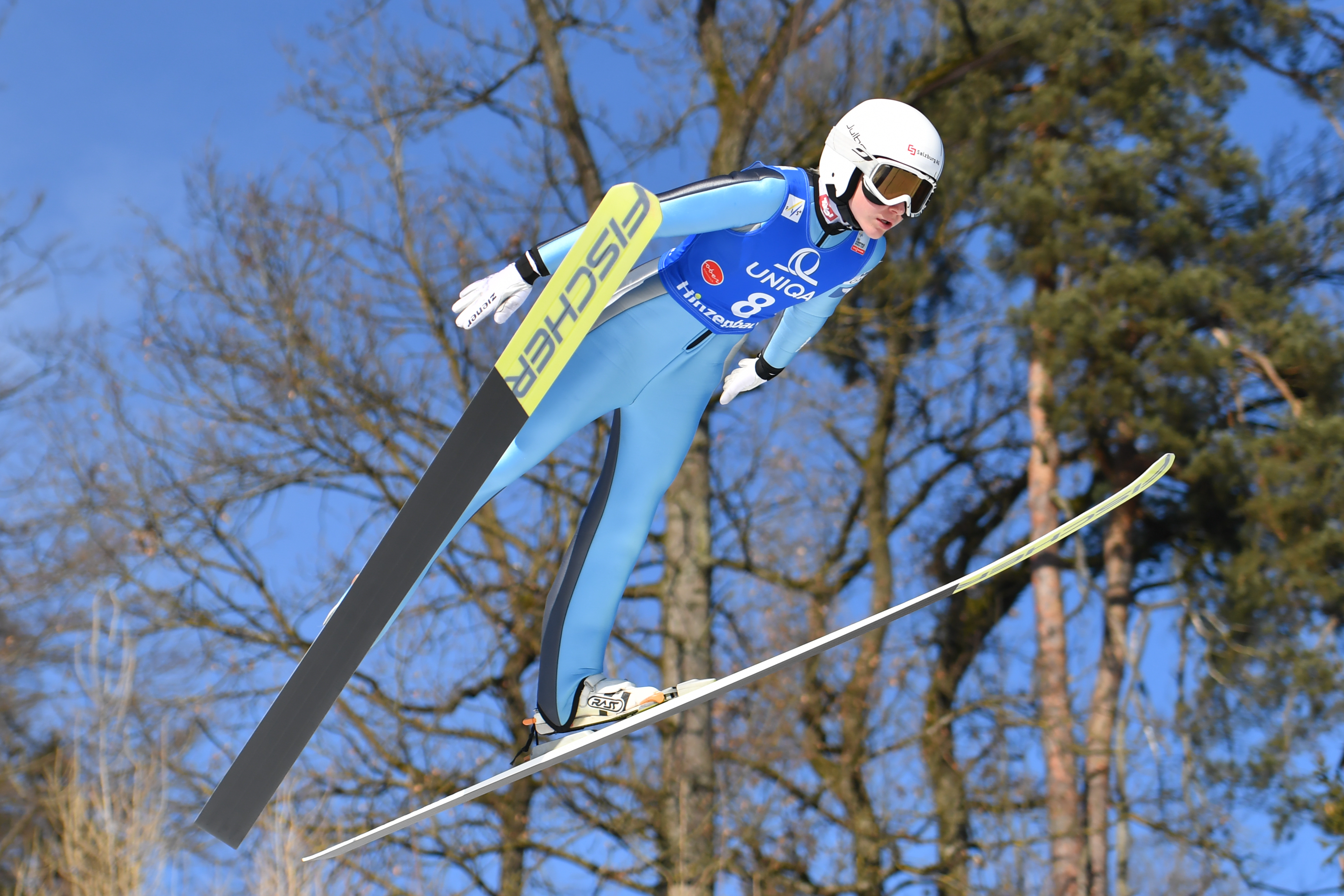
Marita Kramer in Hinzenbach 2017

Bei ihrem Debüt im Skisprung-Weltcup am 4. Februar 2017 in Hinzenbach belegte sie Platz 29 und sammelte somit ihre ersten Weltcuppunkte.
Bei den Nordischen Junioren-Skiweltmeisterschaften 2018 im schweizerischen Kandersteg belegte sie mit dem Juniorinnen-Team den siebten und im Einzel den 26. Platz. Auch 2019 nahm sie an den Nordischen Junioren-Skiweltmeisterschaften, die diesmal im finnischen Lahti stattfanden, teil. Mit der Juniorinnen-Mannschaft, zu der auch Lisa Hirner, Claudia Purker und Lisa Eder gehörten, gewann sie die Bronzemedaille. Hinzu kam ein vierter Platz mit dem Mixed-Team und Rang elf im Einzel. Am 11. Jänner 2020 konnte die 18-Jährige beim Weltcup-Springen in Sapporo ihren ersten Weltcup-Sieg feiern.
Beim Weltcup-Saisonstart 2020/21 in der Ramsau gewann Marita Kramer ihr zweites Weltcup-Springen und stellte im zweiten Durchgang mit 96 Metern einen neuen Frauen-Schanzenrekord auf.
Nach einem dritten Platz in Ljubno feierte sie am 30. und 31. Jänner 2021 einen Doppelsieg auf der Großschanze in Titisee-Neustadt.
Am 26. Februar 2021 gewann sie bei den Nordischen Skiweltmeisterschaften in Oberstdorf gemeinsam mit Daniela Iraschko-Stolz, Sophie Sorschag und Chiara Hölzl die Goldmedaille im Teambewerb auf der Normalschanze mit 1,4 Punkten Vorsprung auf das slowenische Team, nachdem sie am Vortag mit 109,0 Metern einen neuen Schanzenrekord aufgestellt hatte.
Zwei Tage später gewann sie auf derselben Schanze erneut mit Daniela Iraschko-Stolz sowie Michael Hayböck und Stefan Kraft die Bronzemedaille im Mixed-Teambewerb. In den beiden Einzelbewerben konnte sie ihrer Favoritenrolle nicht gerecht werden und erreichte sowohl auf der Normalschanze als auch auf der Großschanze den vierten Platz.
Die zweite Auflage der Blue Bird Tour gewann sie mit dem großen Vorsprung von 71,1 Punkten vor Sara Takanashi und Nika Križnar, nachdem sie alle vier Bewerbe für sich entscheiden konnte. Beim abschließenden Wettkampf in Tschaikowski stellte sie mit 146,5 Metern einen neuen Schanzenrekord auf. Den Sieg im Gesamtweltcup verpasste sie um lediglich elf Punkte.
Das zum Jahreswechsel 2021/22 erstmals ausgetragene Silvesterturnier gewann Marita Kramer nach einem zweiten Rang im Silvesterspringen sowie einem dritten Platz im Neujahrsspringen. Aufgrund einer Infektion mit COVID-19 musste die damals 20-Jährige im Februar 2022 auf einen Startplatz bei den Olympischen Spielen in Peking verzichten.
Die Weltcup-Saison 2021/22 gewann sie mit einem Vorsprung von 125 Punkten auf die Slowenin Nika Križnar, nachdem sie in 18 Einzelwettbewerben, bei denen sie gestartet ist, elf Podestplätze (davon sieben Siege) erreichte.
Wegen einer schweren Gürtelrose musste sie die Weltcup-Saison 2024/25 vorzeitig abbrechen. Im Mai 2025 wurde sie aus dem Nationalteam gestrichen und in den A-Kader zurückgestuft. Da sie auch die niederländische Staatsangehörigkeit besitzt, könnte sie den Verband wechseln.
Am 20. August 2025 erklärte Kramer ihren Rücktritt vom aktiven Leistungssport.

## Persönliches
Sara Marita Kramer ist mit ihrer Familie in Maria Alm (Salzburg) wohnhaft und besitzt neben der österreichischen auch die niederländische Staatsbürgerschaft. Sie schloss nicht aus, in Zukunft für die Niederlande zu starten.
Ihre jüngere Schwester Femke (* 2003) ist als Biathletin ebenso für den ÖSV im Wintersport aktiv. Darüber hinaus hat Kramer zwei Brüder. Sie besuchte das Schigymnasium Stams.
Kramer ist aktive Sportlerin des Heeressportzentrums des Österreichischen Bundesheers. Als Heeressportlerin trägt sie derzeit den Dienstgrad Gefreiter.

## Erfolge

### Weltcupsiege im Einzel
| Nr. | Datum             | Ort              | Typ           |
| --- | ----------------- | ---------------- | ------------- |
| 01. | 11. Jänner 2020   | Sapporo          | Großschanze   |
| 02. | 18. Dezember 2020 | Ramsau           | Normalschanze |
| 03. | 30. Jänner 2021   | Titisee-Neustadt | Großschanze   |
| 04. | 31. Jänner 2021   | Titisee-Neustadt | Großschanze   |
| 05. | 20. März 2021     | Nischni Tagil    | Normalschanze |
| 06. | 21. März 2021     | Nischni Tagil    | Normalschanze |
| 07. | 26. März 2021     | Tschaikowski     | Normalschanze |
| 08. | 28. März 2021     | Tschaikowski     | Großschanze   |
| 09. | 26. November 2021 | Nischni Tagil    | Normalschanze |
| 10. | 5. Dezember 2021  | Lillehammer      | Großschanze   |
| 11. | 10. Dezember 2021 | Klingenthal      | Großschanze   |
| 12. | 11. Dezember 2021 | Klingenthal      | Großschanze   |
| 13. | 17. Dezember 2021 | Ramsau           | Normalschanze |
| 14. | 29. Jänner 2022   | Willingen        | Großschanze   |
| 15. | 3. März 2022      | Lillehammer      | Großschanze   |

### Weltcupsiege im Team
| Nr. | Datum             | Ort              | Typ                 |
| --- | ----------------- | ---------------- | ------------------- |
| 01. | 18. Jänner 2020   | Yamagata         | Normalschanze 1     |
| 02. | 22. Februar 2020  | Ljubno           | Normalschanze 1     |
| 03. | 28. März 2021     | Tschaikowski     | Normalschanze 2     |
| 04. | 25. Februar 2022  | Hinzenbach       | Normalschanze 3     |
| 05. | 10. Dezember 2022 | Titisee-Neustadt | Großschanze Mixed 4 |

### Grand-Prix-Siege im Einzel
| Nr. | Datum           | Ort         | Typ         |
| --- | --------------- | ----------- | ----------- |
| 01. | 2. Oktober 2022 | Klingenthal | Großschanze |

### Continental-Cup-Siege im Einzel
| Nr. | Datum          | Ort     | Typ           |
| --- | -------------- | ------- | ------------- |
| 01. | 8. August 2019 | Szczyrk | Normalschanze |
| 02. | 9. August 2019 | Szczyrk | Normalschanze |

## Statistik

### Weltcup-Platzierungen
| Saison  | Platz | Punkte |
| ------- | ----- | ------ |
| 2016/17 | 59.   | 0002   |
| 2019/20 | 09.   | 0475   |
| 2020/21 | 03.   | 0860   |
| 2021/22 | 01.   | 1316   |
| 2022/23 | 15.   | 0479   |
| 2023/24 | 15.   | 0497   |
| 2024/25 | 40.   | 0039   |

### Grand-Prix-Platzierungen
| Saison | Platz | Punkte |
| ------ | ----- | ------ |
| 2020   | 02.   | 0080   |
| 2021   | 03.   | 0272   |
| 2022   | 07.   | 0125   |
| 2023   | 27.   | 0050   |

### Continental-Cup-Platzierungen
| Saison  | Sommer | Sommer | Winter | Winter | Gesamt | Gesamt |
| Saison  | Platz  | Punkte | Platz  | Punkte | Platz  | Punkte |
| ------- | ------ | ------ | ------ | ------ | ------ | ------ |
| 2016/17 | –      | –      | 30.    | 004    | 63.    | 004    |
| 2017/18 | –      | –      | 07.    | 151    | 10.    | 151    |
| 2018/19 | 09.    | 053    | 11.    | 160    | 06.    | 213    |
| 2019/20 | 01.    | 360    | –      | –      | 02.    | 360    |

### Schanzenrekorde
| Ort           | Weite               | aufgestellt am    | Rekord bis |
| ------------- | ------------------- | ----------------- | ---------- |
| Oberstdorf    | 109,0 m (HS: 106 m) | 25. Februar 2021  | aktuell    |
| Tschaikowski  | 146,5 m (HS: 140 m) | 28. März 2021     | aktuell    |
| Nischni Tagil | 104,5 m (HS: 97 m)  | 26. November 2021 | aktuell    |